# Adolph Dombois
Gustav Adolph Dombois (* 4. Januar 1823 in Herschbach; † 11. Juli 1891 in Marburg) war ein deutscher Verwaltungsbeamter und Landrat des Kreises Erkelenz und des Unterwesterwaldkreises.

## Leben

### Herkunft und Ausbildung
Adolph Dombois war der Sohn des Rezepturbeamten in Diez und späteren Herzoglich Nassauischen Hofkammerrats Friedrich Carl Ludwig Dombois und dessen Ehefrau Eleonore Dombois, geborene Rath. Nach dem Besuch des Gymnasiums in Weilburg, das er im Jahr 1841 mit Ablegung der Reifeprüfung verließ, studierte er an den Universitäten in Marburg und Heidelberg Rechtswissenschaften. 1842 wurde er Mitglied des Corps Nassovia Heidelberg.

### Werdegang
Nach seinem Studienabschluss trat Dombois zum 9. Juni 1845 als Accessist auf dem Amt Diez, wie zuvor sein Vater, in den Dienst des Herzogtums Nassau, wo er zum 15. November 1858 die Ernennung als Amtssekretär (Amt Selters; 1859 Amts-Assessor) erhielt und bei der Auflösung des Herzogtums bzw. dem Übergang an das Königreich Preußen zum 15. August 1866 die Verwaltung des Amtes Idstein übernahm. Mit Bildung der preußischen Provinz Hessen-Nassau erhielt er dort auch seine definitive Ernennung zum Amtmann.
Mit Reskript vom 11. November 1877 wurde Dombois in der Folge zunächst kommissarisch die Verwaltung des Landkreises Erkelenz übertragen (25. November 1877 Amtseinführung). Die definitive Bestallung erfolgte mittels Allerhöchster Kabinettsorder vom 8. April 1879 zum 1. Mai 1879 (12. Mai 1879 Amtseinführung). Per Versetzungserlass vom 3. September 1884 wurde Dombois schließlich zum 1. Oktober 1884 mit der Verwaltung des Unterwesterwaldkreises mit Sitz in Montabaur betraut. Er starb im Dienst und wurde an seiner letzten Wirkungsstätte Montabaur beigesetzt.

### Familie
Der Protestant Adolph Dombois heiratete am 30. August 1855 in Flacht bei Diez Johanna Agnese Arnoldine Schnabelius (geb. am 17. Mai 1836 in Heckholzhausen), eine Tochter des Pfarrers Hermann Ludwig Schnabelius und dessen Frau Maria Elisabeth Schnabelius, geb. Achenbach. Unter ihren Söhnen finden sich der Staatsbank-Präsident a. D. Adolf von Dombois (1857–1944) und Friedrich Carl Dombois (1860–1931) war zuletzt von 1921 bis 1925 Senatspräsident am Preußischen Oberverwaltungsgericht.

## Auszeichnungen
- Roter Adler-Orden IV. Klasse[1][2]
- Charakter als Geheimer Regierungsrat[1][3]